# ۶۳۸ (قمری)
۶۳۸ (قمری)، ششصد و سی و هشتمین سال در گاهشماری هجری قمری است. اول محرم این سال برابر با بیست و دوم ژوئیه سال ۱۲۴۰ میلادی است.